# Пішина
Пішина (італ. Piscina, п'єм. Pissin-a) — муніципалітет в Італії, у регіоні П'ємонт,  метрополійне місто Турин.
Пішина розташована на відстані близько 530 км на північний захід від Рима, 27 км на південний захід від Турина.
Населення — 3430 осіб (2014).
Покровитель — San Grato.

## Демографія
Населення за роками:

Станом на 1 січня 2023 року в муніципалітеті офіційно проживало 148 іноземців з 25 країн, серед них 100 громадян країн Євросоюзу та 1 громадянин України.

## Сусідні муніципалітети
- Айраска
- Кум'яна
- Фроссаско
- Пінероло
- Скаленге